# Loggetta Veneziana
La Loggetta Veneziana è una struttura architettonica medievale che si trova a Cesena in Piazza del Popolo, compresa fra il palazzo comunale e la rocchetta di Piazza.

## Storia
La Loggetta Veneziana è stata costruita alla fine del XV secolo come parte del progetto di ampliamento del Palazzo Albornoz. L'edificio è caratterizzato da una struttura in mattoni a vista e una serie di archi ogivali. Originariamente fungeva da ingresso monumentale al Palazzo, ma nel corso dei secoli è stato utilizzato per vari scopi.
Inizialmente era un camminamento costruito per raggiungere la Rocchetta di Piazza nelle mura della rocca di Cesena dalla quale dipartiva il "Corridore di Ronda" che la collegava fino al 1900 (anno del crollo) alla soprastante Rocca Malatestiana, accanto al Torrione del Nuti; La Loggetta Veneziana insieme alla Rocchetta di Piazza, oggi ospita il Museo dell'Ecologia.
Fu costruita da Andrea Malatesta nel 1400 e completata nel 1466 a fianco della Rocchetta di Piazza su progetto dell'architetto Matteo Nuti, progettista anche della torre che porta il suo nome, nello stile militare della fine del XV secolo; anticamente queste strutture erano scoperte e dotate di merlature e difese. Successivamente subìrono delle modifiche.
Nel 1598 ai piedi dell'edificio fu realizzata una fontana pubblica che spesso veniva utilizzata come abbeveratoio, denominato in seguito "Fontanone" e che venne poi tolta agli inizi del XX secolo.